# Millenáris Sporttelep
A Millenáris Sporttelep egy budapesti sportpálya a XIV. kerületben.

## Története
Eredeti formájában az 1896-os millenniumi ünnepségek alkalmából, Bláthy Ottó Titusz gépészmérnök tervei szerint épült, 1896. május 14-én adták át. Ekkor a kerékpárpálya egy 500 méter hosszúságú, sík aszfaltút volt.
A sporttelep mai formáját lényegében az 1927–28-ban történt átalakításkor nyerte el, amelyet Hajós Alfréd és Mattyók Aladár tervei szerint végeztek. Az új pályát 1928. június 8-án adták át, a XXXI. kerékpáros világbajnokságra. A pálya hossza 415 méter lett és a kanyarokban 36 fokban döntött.
Az 1928-as világbajnokságon kívül 1949-ben és 1954-ben főiskolai világbajnokságot és számos egyéb hazai és nemzetközi kerékpárversenyt rendeztek itt.
A pálya nemcsak a kerékpársport fellegvára, hanem az első nyilvános magyarországi labdarúgó mérkőzést is itt zajlott le, 1897. október 31-én. Ezen kívül szép számmal rendeztek itt atlétikai versenyeket is, 1949-ben pedig tenisz Davis-kupa mérkőzés színhelye volt. Télen műjégpályaként is funkcionált (1956 és 1986 között, majd 2009-től ismét), az ország második műjégpályájaként.
Egy úszómedence is tartozik az épülethez (az 1928-as átalakítás során a pályán kívülre került), amelyben a második világháború előtt versenyeket is tartottak.
A fentiek alapján a pályát a magyar versenysport bölcsőjének tekinthetjük, és az egyetlen országos felnőtt kerékpáros pályaversenyek megrendezésére alkalmas létesítményként szolgált[mikor?], mígnem 2022-ben átadták a Kőbányai BringArénát.

### Válogatott labdarúgó-mérkőzések a stadionban
| Magyarország | Magyarország      | Magyarország               | Magyarország | Magyarország | Magyarország     | Magyarország | Magyarország | Magyarország |
| #            | Dátum             | Helyszín                   | Hazai        | Eredmény     | Vendég           | Kiírás       | Gólok        | Nézőszám     |
| ------------ | ----------------- | -------------------------- | ------------ | ------------ | ---------------- | ------------ | ------------ | ------------ |
| 1.           | 1901. április 11. | Budapest, Millenáris-pálya | Magyarország | 0 – 4        | Richmond AFC     | barátságos   | -            |              |
| 2.           | 1901. április 12. | Budapest, Millenáris-pálya | Magyarország | 1 – 5        | Surrey Wanderers | barátságos   | -            |              |
| 3.           | 1901. április 13. | Budapest, Millenáris-pálya | Magyarország | 1 – 6        | Surrey Wanderers | barátságos   | -            |              |
| 4.           | 1903. április 5.  | Budapest, Millenáris-pálya | Magyarország | 2 – 1        | Csehország       | barátságos   | -            | 0750         |
| 5.           | 1904. június 2.   | Budapest, Millenáris-pálya | Magyarország | 3 – 0        | Ausztria         | barátságos   | -            | 0800         |
| 6.           | 1905. április 9.  | Budapest, Millenáris-pálya | Magyarország | 0 – 0        | Ausztria         | barátságos   | -            | 06500        |
| 7.           | 1906. április 1.  | Budapest, Millenáris-pálya | Magyarország | 1 – 1        | Csehország       | barátságos   | -            | 05000        |
| 8.           | 1906. november 4. | Budapest, Millenáris-pálya | Magyarország | 3 – 1        | Ausztria         | barátságos   | -            | 03000        |
| 9.           | 1907. április 7.  | Budapest, Millenáris-pálya | Magyarország | 5 – 2        | Csehország       | barátságos   | -            | 01000        |
| 10.          | 1907. november 3. | Budapest, Millenáris-pálya | Magyarország | 4 – 1        | Ausztria         | barátságos   | -            | 07000        |
| 11.          | 1908. április 5.  | Budapest, Millenáris-pálya | Magyarország | 5 – 2        | Csehország       | barátságos   | -            | 09000        |
| 12.          | 1908. június 10.  | Budapest, Millenáris-pálya | Magyarország | 0 – 7        | Anglia           | barátságos   | -            | 07000        |
| 13.          | 1908. november 1. | Budapest, Millenáris-pálya | Magyarország | 5 – 3        | Ausztria         | barátságos   | -            | 08000        |
| 14.          | 1909. április 4.  | Budapest, Millenáris-pálya | Magyarország | 3 – 3        | Németország      | barátságos   | -            | 09000        |
| 15.          | 1909. május 29.   | Budapest, Millenáris-pálya | Magyarország | 2 – 4        | Anglia           | barátságos   | -            | 10000        |
| 16.          | 1909. május 30.   | Budapest, Millenáris-pálya | Magyarország | 1 – 1        | Ausztria         | barátságos   | -            | 11000        |
| 17.          | 1909. május 31.   | Budapest, Millenáris-pálya | Magyarország | 2 – 8        | Anglia           | barátságos   | -            | 11000        |
| 18.          | 1909. november 7. | Budapest, Millenáris-pálya | Magyarország | 2 – 2        | Ausztria         | barátságos   | -            | 10000        |
| 19.          | 1910. május 26.   | Budapest, Millenáris-pálya | Magyarország | 6 – 1        | Olaszország      | barátságos   | -            | 12000        |
| 20.          | 1910. november 6. | Budapest, Millenáris-pálya | Magyarország | 3 – 0        | Ausztria         | barátságos   | -            | 11000        |
| 21.          | 1911. október 29. | Budapest, Millenáris-pálya | Magyarország | 9 – 0        | Svájc            | barátságos   | -            | 15000        |
|              | Összesen          |                            |              | 21           | mérkőzés         |              |              |              |

## Képgaléria

A Velodrom 1928-ban
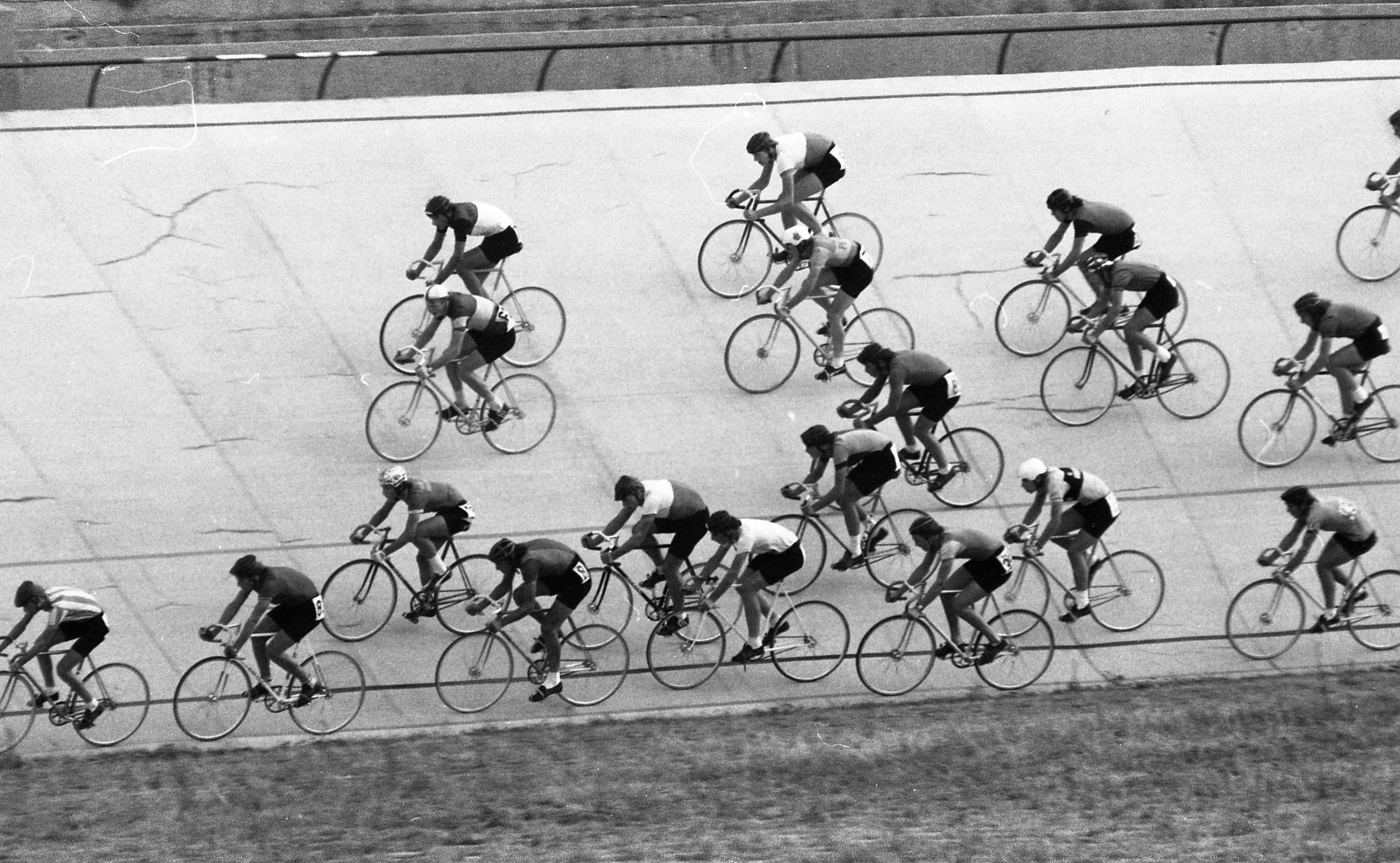
Kerékpárversenyzők a Millenáris pályán, 1976
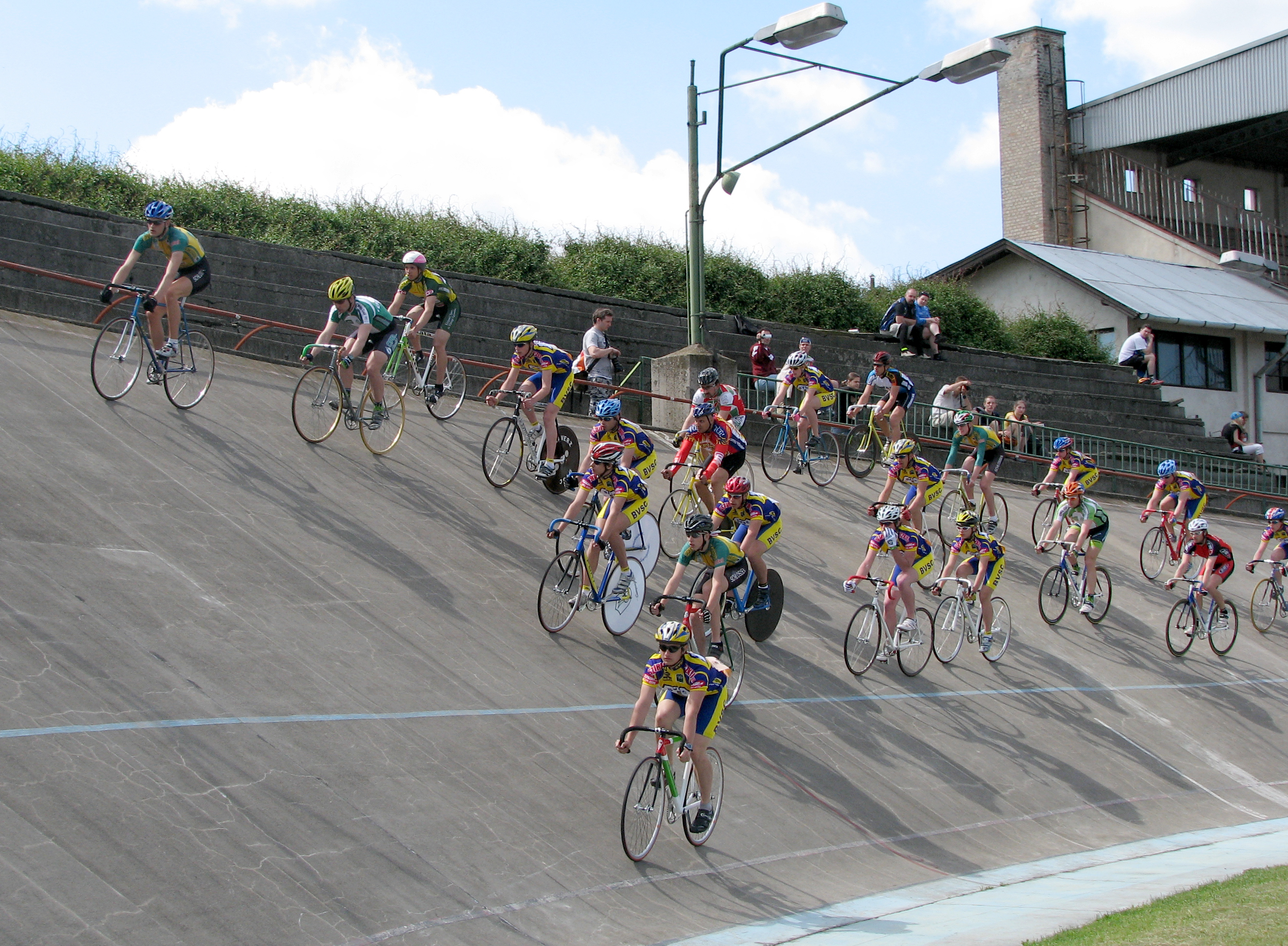
A Velodrom 1998-ban
Súlydobó staféte (1928)
A 10 000 méteres gyaloglás rajtja (1928)
100 méteres síkfutás (1928)
Első Országos Levente Sportünnepély (1928)
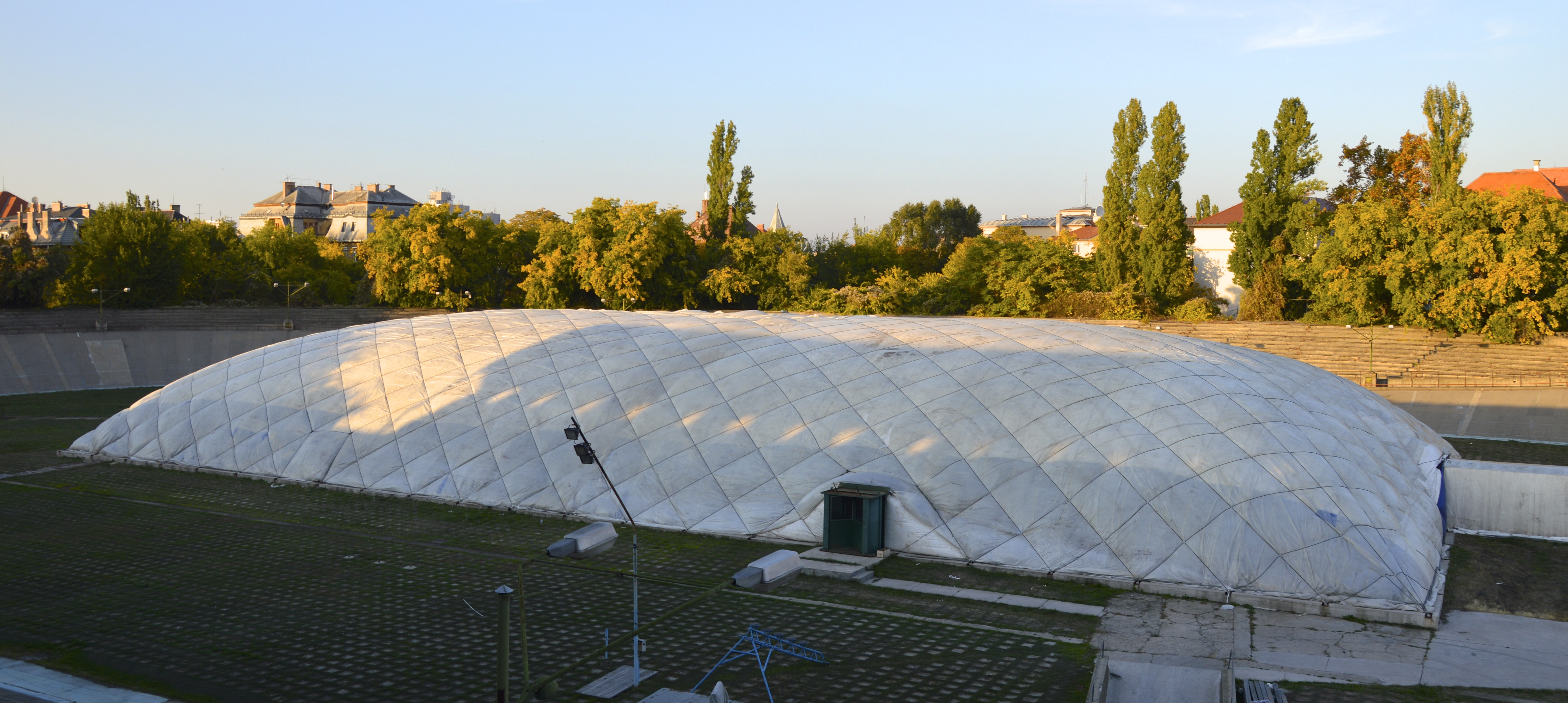
A Millenáris Velodrom közepén októbertől márciusig működő műjégpálya légbefúvásos sátra (2013)
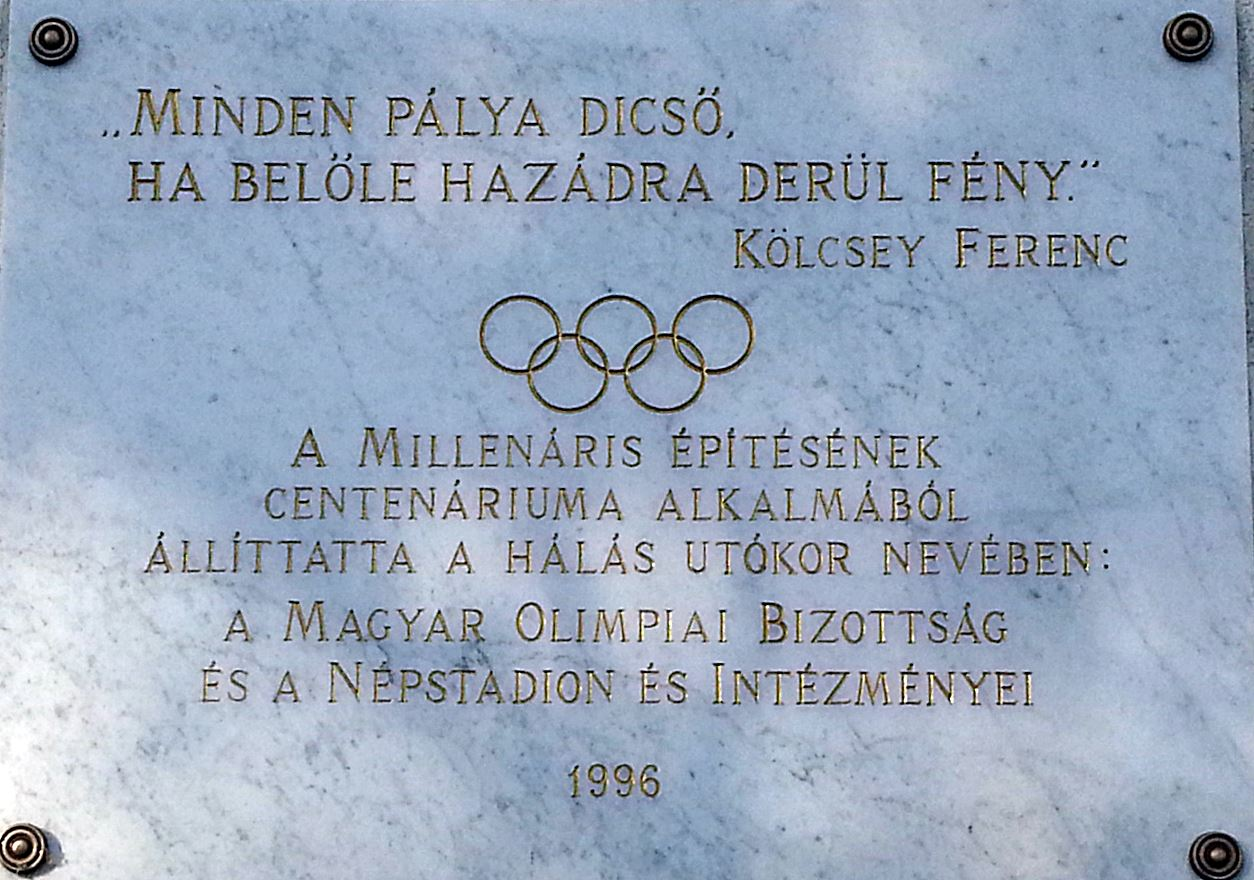
Az 1996-ban felavatott emléktábla
Első Országos Levente Sportünnepély